# Palau d’Esports de Granollers
Der Palau d'Esports de Granollers (spanisch Palacio de Deportes de Granollers, deutsch Sportpalast von Granollers) ist eine Mehrzweckhalle in der spanischen Stadt Granollers.
Der Palau d'Esports wird von der Stadt Granollers verwaltet. Es ist die Heimspielstätte des Handballvereins BM Granollers.
Die vom Architekten Pep Bonet entworfene Sportstätte bietet Platz für 5685 Zuschauer. Sie wurde für die Olympischen Sommerspiele 1992 erbaut, in ihr wurden Spiele der olympischen Handballwettbewerbe ausgetragen. Die Halle war Hauptspielort der Handball-Weltmeisterschaft der Frauen 2021.

## Galerie

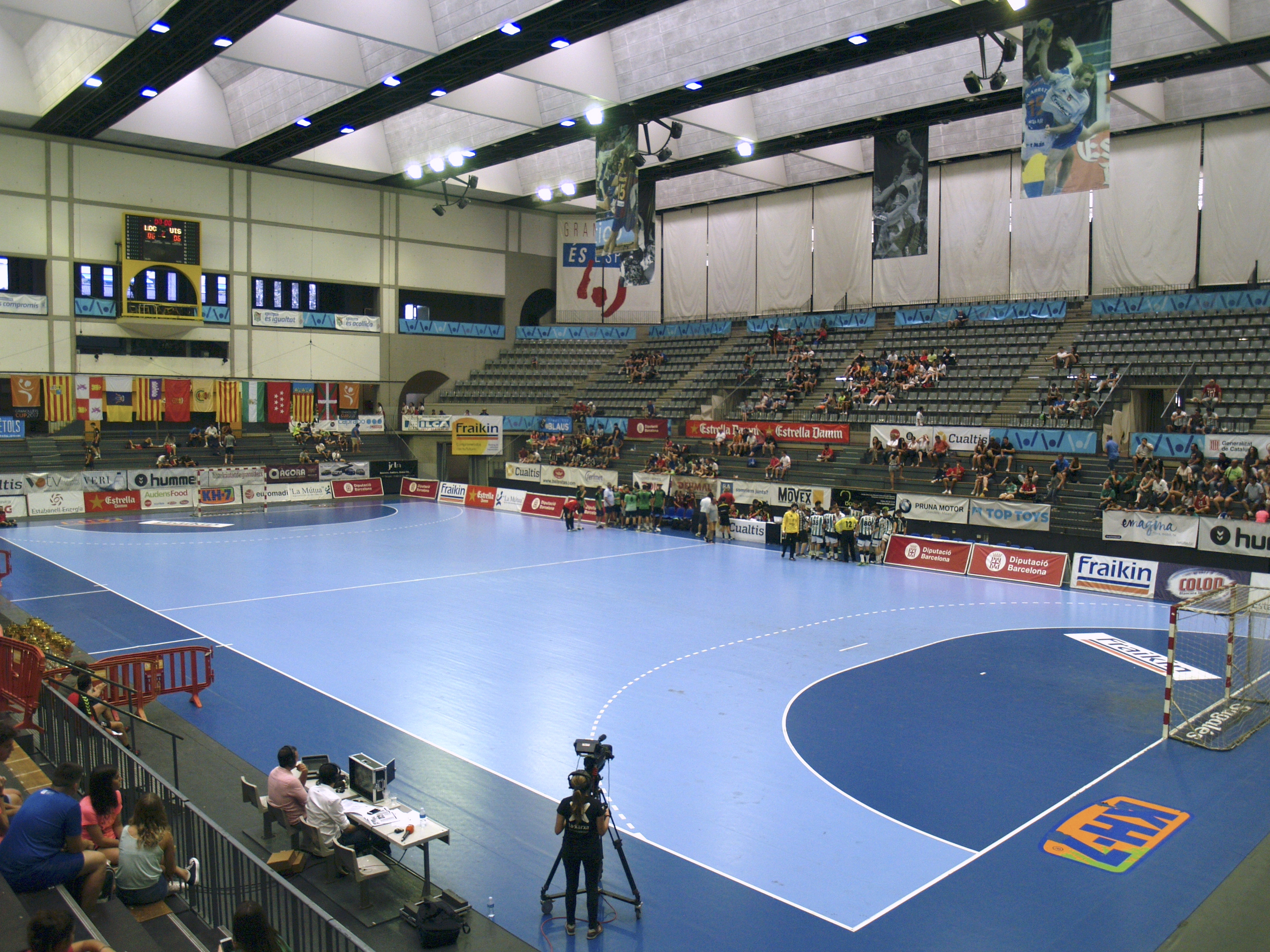
Der Innenraum mit Handballfeld im Juli 2017